# 塞巴斯蒂安·柯伊
科男爵塞巴斯蒂安·纽博尔德·科，CH，KBE（英語：Sebastian Newbold Coe, Baron Coe，1956年9月29日—），生於英格蘭倫敦，英國前田径運動員，保守党成員，现任世界田径联合会主席。
在运动生涯中，科曾在中距离的男子800米及1500米项目中获得共计两枚金牌、两枚银牌，并曾创造9项室外田径世界记录和3项室内世界纪录。
高爾曾于1992年-1997年间任英国下议院议员，并于2000年获封终身贵族之后担任上议院议员，直至2022年。
高爾曾任倫敦2012年夏季奥林匹克运动会及残奥会組織委員會主席。2015年8月，科当选为国际田径联合会（现世界田联）主席，并连任至今。

## 早年生活
1956年9月29日，塞巴斯蒂安·纽博尔德·科生于英国伦敦哈默史密斯。其父彼得·科（Peter Coe）为田径教练，其母蒂娜·安吉拉·拉尔（Tina Angela Lal）出生于一个旁遮普混血家庭，因此塞巴斯蒂安·科拥有四分之一的印度血统。他在12岁时首次加入体育俱乐部，参与中长跑运动，由其父亲提供度身訂造的指导和训练。童年及青少年时期，科曾随家人先后生活、学习于華威郡和谢菲尔德，后入读拉夫堡大學，修讀經濟及社會史，并于其间代表大学参加田径比赛。

## 田徑生涯

### 1975-1978：崭露头角
1975年，科在其父指导下获得了首个英国全国男子1500米青少年冠军，并在同年于雅典举办的欧洲青少年田径锦标赛（现称欧洲U20田径锦标赛）中以3:45.2的成绩获得男子1500米铜牌。1977年3月14日，科在西班牙圣塞瓦斯提安舉行的歐洲室內田徑錦標賽的男子800米比赛中贏取其個人在国际大賽中首面金牌。
1978年8月18日，科在布鲁塞尔范达姆纪念赛的800米比赛中跑出了1:44.25的成绩，创造了英国全国纪录。8月31日，在布拉格举行的欧洲田径锦标赛男子800米比赛上，科与其日后的主要竞争对手——英国中长跑运动员史蒂夫·奥韦特首次在国际大赛中相遇。科在此次比赛中获得第三名，奥韦特获得第二名，同时以1:44.09的成绩打破科在18日刚刚创下的全国纪录。几周后，科在伦敦水晶宫国家体育中心跑出1:43.97，再次刷新全国纪录。

### 1979-1981：竞技巅峰

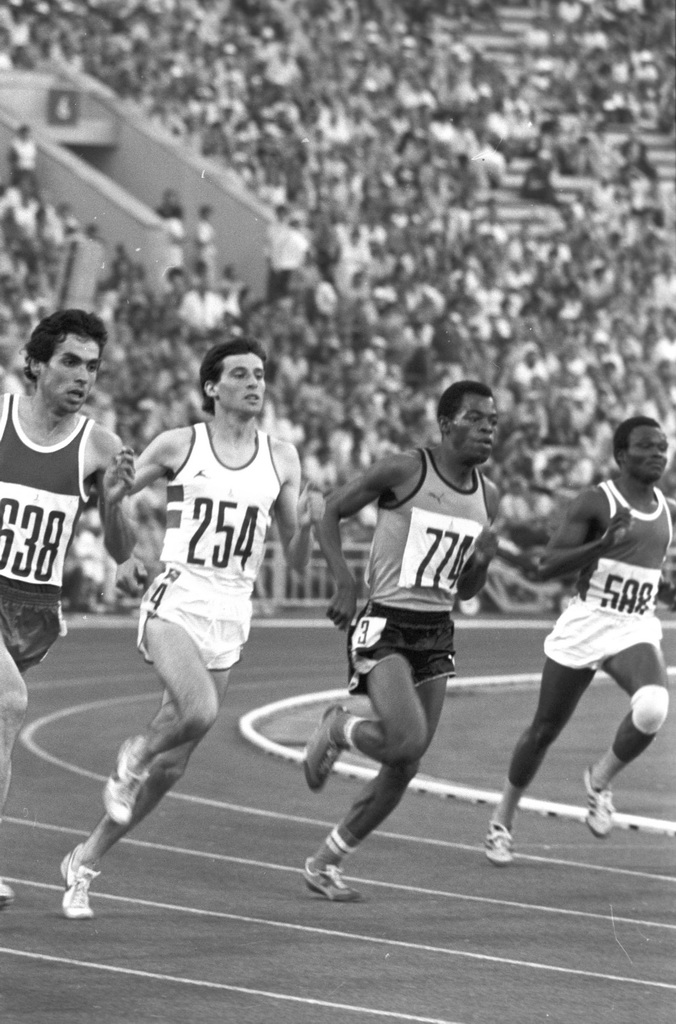
1980年莫斯科奥运会上的塞巴斯蒂安·科（左二；254号）

1979年，科在41天内连续创造了三项世界纪录。7月5日，科在奥斯陆以1:42.33的成绩打破由古巴运动员阿尔韦托·胡安托雷纳保持的男子800米世界纪录，将原纪录提高了超过1秒。两周后，他又创造了新的1英里跑世界纪录，成绩为3:48.95。8月15日，科又在苏黎世以3:32.03的成绩打破男子1500米世界纪录，创下同时保持三项世界纪录的壮举。他以该年度的出色表现被评为BBC年度體壇風雲人物，同时被英国《田径周刊》（Athletics Weekly）、美国《田径新闻》（Track & Field News）等报刊评为年度最佳运动员。
1980年，科又以2:13.40的成绩打破男子1000米世界纪录，从而同时保持着男子中长跑的全部4项世界纪录（800米、1000米、1500米、1英里）；然而这一空前绝后的成就未能延续，奥韦特在约1小时后以3:48.8打破了他的1英里世界纪录。稍后举行的1980年莫斯科奥运会上，科与奥韦特在800米和1500米两项比赛中直接较量。在7月26日的800米决赛中，科在自己的相对强项上被奥韦特击败，获得银牌；而在8月1日的1500米决赛中，科则击败奥韦特赢得个人首枚奥运金牌，奥韦特只得銅牌，这是奥韦特在三年來45場1,500米跑或1哩跑首次敗陣。同月稍后，奥韦特以3:31.36打破由科保持的1500米世界纪录。
1981年6月，科在佛罗伦萨以1:41.73刷新由自己保持的800米世界纪录；这一纪录保持至1997年，截至2024年为历史第8好成绩，且仍为英国国家纪录。7月，科又在奥斯陆以2:12.18刷新男子1000米世界纪录；这一纪录保持至1999年，截至2024年仍为历史第2好成绩。同年，奥韦特也处于巅峰竞技状态，两人该年度虽未在比赛中直接相遇，但却在9天内连续3次交替打破1英里跑世界纪录。首先是科于8月19日在苏黎世以3:48.53打破奥韦特在去年创造的3:48.8；26日，奥韦特在跑出3:48.40，收回世界纪录；2天后的28日，科在布鲁塞尔再次以3:47.33打破世界纪录。在该年度赛季中，科在其参加的800米、1500米比赛中保持不败，并于该年末再次被英国《田径周刊》、美国《田径新闻》评为年度最佳运动员。

### 1982-1986：伤病与复出
1982年夏季，科遭遇伤病问题，赛季大幅缩短。在该年度的1982年欧洲田径锦标赛男子800米决赛中，科仅获第二名，并随后因身体原因退出了1500米比赛。
1983年，科仍在受到伤病困扰。在先后创下800米（1:44.91）和1000米（2:18.58）室内世界纪录后，科受到弓形虫病影响，并多次住院，因此错过首届田径世锦赛。
1984年，科的竞技状态充分恢复。在英国全国田径锦标赛暨奥运资格赛上，他在800米比赛中负于彼得·埃利奥特获得第二名，入选1984年洛杉矶奥运会参赛名单。在洛杉矶奥运会男子800米决赛中，科落后于巴西选手若阿金·克鲁斯，再次收获银牌；而在1500米决赛中，他以3:32.53的成绩，力压同胞后起之秀史蒂夫·克拉姆和状态不佳、未能完赛的史蒂夫·奥韦特，再次获得金牌，并打破奥运会记录。他至今仍是唯一一位在男子1500米这一单项上实现卫冕的运动员。
1985年，科的赛季表现较为平静。他在这一年度曾尝试加练长距离的5000米，但最终未能实现，且背部伤病复发。尽管在比赛中有多次较为优秀的成绩，但他于年末的一次1英里跑比赛中负于克拉姆，后者打破了科在1981年创造的男子1英里世界纪录。
1986年，科在1986年欧洲田径锦标赛中分获男子800米金牌、1500米银牌。稍后，他在意大利列蒂的1500米比赛中跑出3:29.77，首次跑进三分半，并创造了个人历史最好成绩。

### 1987-1990：生涯末期
1987年，科因伤病缺席了该赛季的大部分比赛。1988年，他在英国国内的男子1500米奥运选拔赛中表现不佳，无缘参加1988年汉城奥运会。1989年，时年33岁的科迎来了个人最后一个状态良好的赛季。他在伯尔尼跑出800米1:43.38的成绩，名列该年度世界第二，且获得了英国国内800米、1500米冠军。他在1989年国际田联世界杯中代表英国队出赛，获得1500米亚军。
1990年，科因胸部感染，未能参加举办于奥克兰的1990年英联邦运动会。随后，他宣布退役，结束运动员职业生涯。

## 政治活动
1992年，科代表保守党在康沃尔郡法爾茅斯和坎伯恩選區当选为下议院议员。1997年，他在选举中落败于工党候选人坎迪·阿瑟顿。随后，他曾担任时任保守党党魁、反对党领袖的幕僚及秘书。
2000年5月16日，科获封终身贵族，名誉封邑为萨里郡兰莫尔，正式称号为“兰莫尔的科男爵”（Baron Coe of Ranmore），并成为上议院议员，任职至2022年1月退休。

## 体育官员

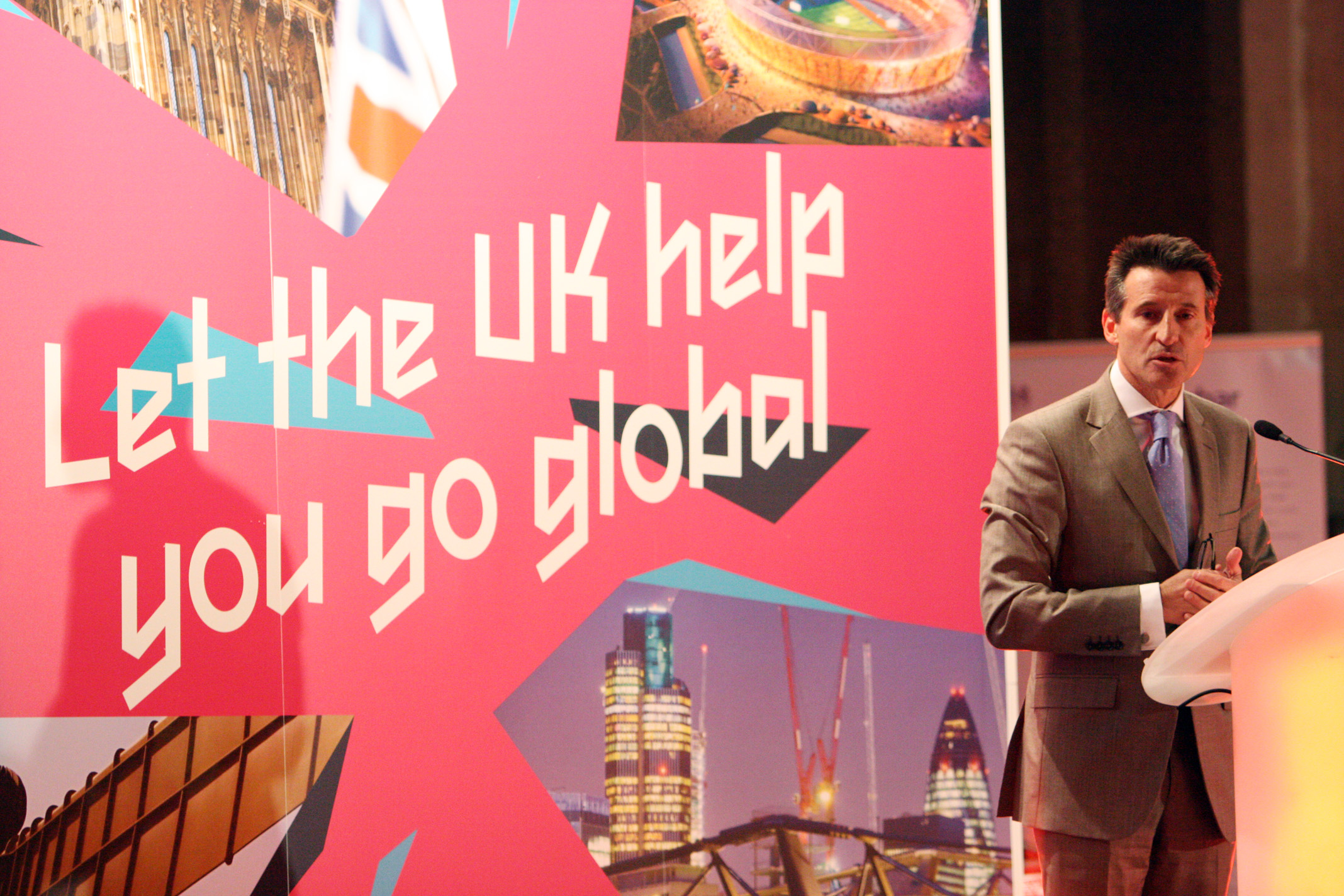
担任伦敦奥运会及残奥会组委会主席的塞巴斯蒂安·科，2010年

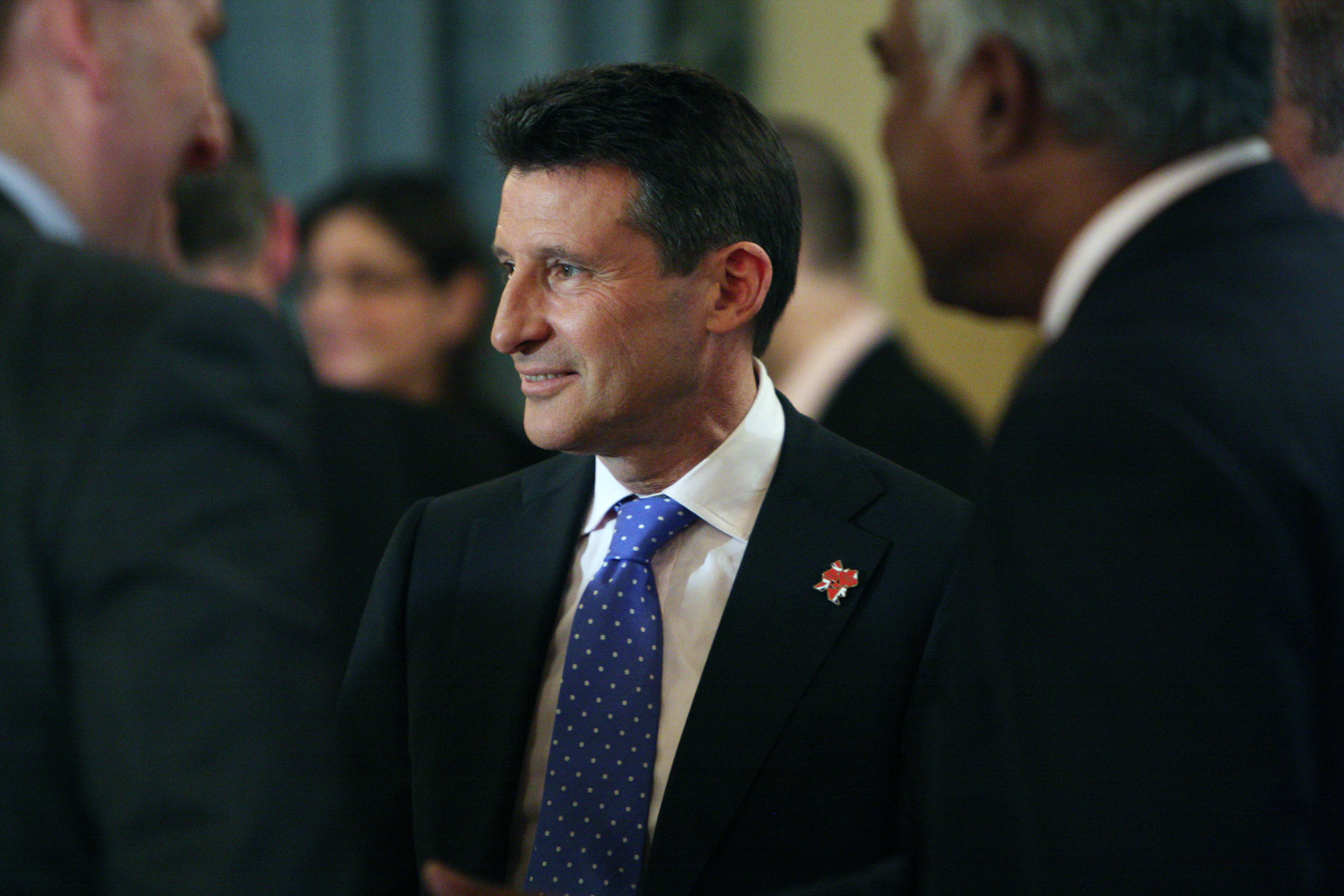
担任伦敦奥运会及残奥会组委会主席的塞巴斯蒂安·科，2012年

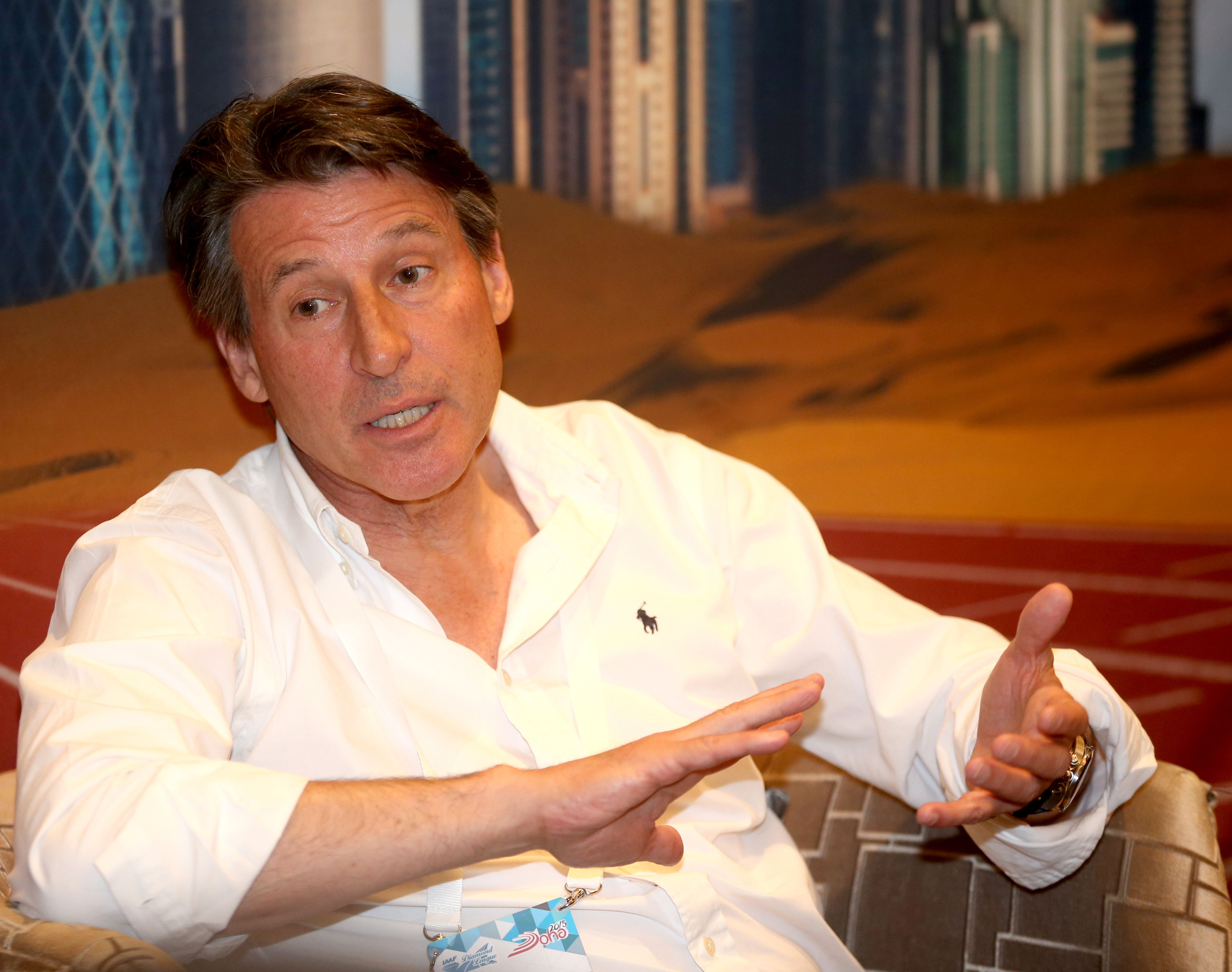
时任国际田联副主席的塞巴斯蒂安·科接受采访，2015年

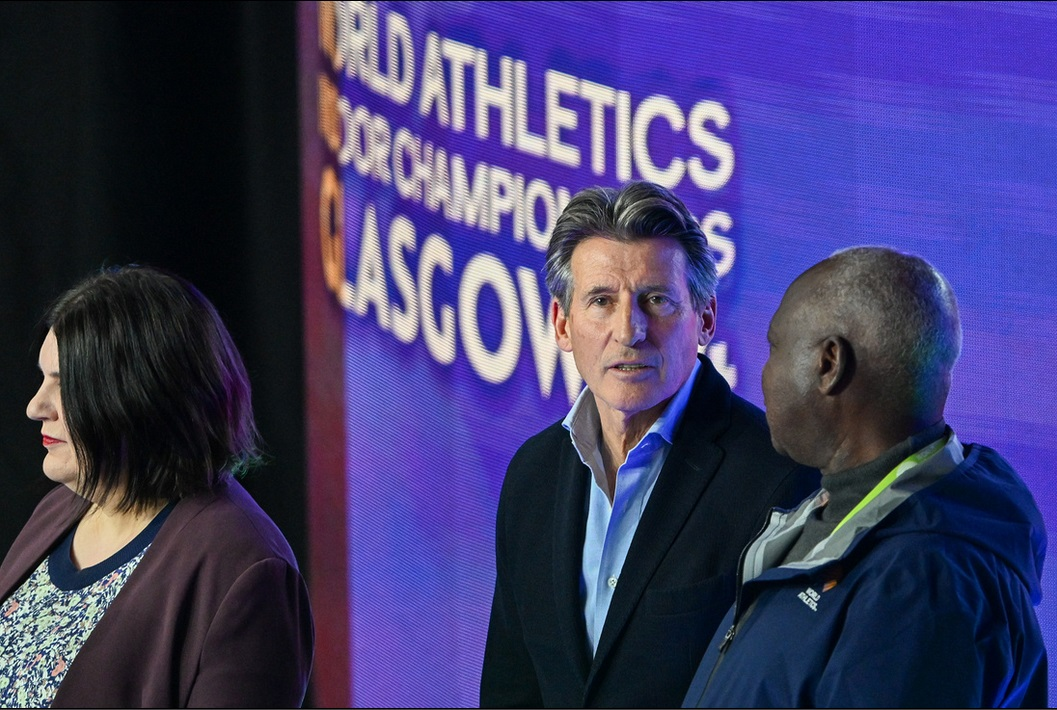
塞巴斯蒂安·科（中）在格拉斯哥室内田径世锦赛上，2024年

### 2012年伦敦奥运会及残奥会：申办委员会、组织委员会主席
2003年起，科参加伦敦申办2012年夏季奥林匹克运动会的申办委员会成员，并任副主席。2004年5月，在原主席芭芭拉·卡萨尼卸任后，科继任为伦敦奥申委主席。作为享有国际声誉的体育届知名人士和英国国内政界人士，科在获取国内、国际对伦敦承办2012年奥运会的支持上做出了贡献；此前，巴黎被普遍认为较为可能被选为下届奥运会的主办城市，科继任主席后，伦敦作为候选主办城市在国际奥委会中逐渐获得了与巴黎水平相当的支持，在国际奥委会的承办可行性考察报告中也获得了积极评价。2005年7月5日，在第117屆國際奧委會全會上，伦敦在最后一轮投票中以54:50的优势击败巴黎，成功获得2012年夏奥会主办权。科在竞选中的发言被认为对帮助伦敦获选起到了积极作用。伦敦获得主办权后，科就任2012年伦敦奥运会及残奥会组委会主席，至奥运会、残奥会闭幕后卸任。
据称，科在邀请女王伊丽莎白二世出演伦敦奥运会开幕式“快乐与荣耀”（Happy and Glorious）一幕的过程中发挥了作用。

### 国际体育机构

#### 国际足联
2006年，科被任命为国际足联道德委员会的首任主席。他后辞去该职，转而加入英格兰申办2018年国际足联世界杯团队，但最终申办未果。

#### 国际田联/世界田联
2007年，科被任命为国际田径联合会副主席，并于2011年成功连任。2015年，在前国际田联主席拉明·迪亚克卸任后，科与国际田联另一名现任副主席、乌克兰知名前男子撑竿跳运动员謝爾蓋·布勃卡一同参与主席竞选，并最终以115:92当选为国际田联主席。在其任期内，国际田联（International Association of Athletics Federations; IAAF）于2019年更名为“世界田联”（World Athletics）。2019年及2023年，科又两次在没有其他候选人的情况下一致通过，成功连任主席。他的任期将于2027年结束。

#### 国际奥委会
2020年，科以世界田联主席的身份当选为国际奥委会委员。
2024年，现任国际奥委会主席托马斯·巴赫确认放弃连任主席职位后，科成为参与主席竞选的7名候选人之一。

### 国内体育机构
2012年11月，科被选举为英國奧林匹克協會主席，并任职至2016年。

## 个人荣誉
1985年，科被母校拉夫堡大學授予荣誉技术博士学位。2009年11月，他又获得东伦敦大学授予的荣誉理学博士学位。同年，他还被授予英国皇家建筑师协会名誉会士头衔。2011年，他又被授予桑德蘭大學荣誉文学博士学位。
1982年，科被授予大英帝國员佐勋章（MBE），1990年晋为官佐勋章（OBE），2006年由于对体育事业的贡献晋为爵级司令勋章（KBE）。2013年，科因对伦敦奥运会、残奥会作出的工作，获颁名譽勳位（CH）；2023年，他代表全体名譽勳位成员出席国王查尔斯三世加冕礼。
1987年，科获得阿斯图里亚斯亲王奖（体育类）。2012年，科成为首批入选国际田联名人堂的运动员。同年，伦敦奥运会、残奥会闭幕后，国际奥委会向科授予金质奥林匹克勋章。2013年，科获劳伦斯世界体育奖终身成就奖。
科曾三次获得BBC年度體壇風雲人物相关奖项。1979年，他在历经状态突出、连创三项世界纪录的赛季后获此奖项；2005年，在伦敦成功申办2012年夏奥会、残奥会后，科被授予特别颁发的BBC年度體壇風雲人物“特别金奖”（Special Gold Award）；2012年，伦敦奥运会、残奥会结束后，科获颁BBC年度体坛风云人物终身成就奖。

### 头衔
- Mr Sebastian Coe MBE (1982–1990)
- Mr Sebastian Coe OBE (1990–1992)
- Mr Sebastian Coe OBE MP (1992–1997)
- Mr Sebastian Coe OBE (1997–2000)
- The Lord Coe OBE (2000–2006)
- The Lord Coe KBE (2006–现在)

## 个人生活及瑣事
1990年，科与前羽毛球运动员妮基·麦克文（Nicky McIrvine）结婚，二人育有两子两女。两人于2002年离婚。科后与板球运动员M.J.K. 史密斯（M. J. K. Smith）之女卡罗尔·安尼特（Carole Annett）交往，并于2011年结婚。
在2008年北京奥运会火炬接力过程中，高爾曾表示保护奥运圣火免遭抢夺的护卫队成员是“一群不说英语的暴徒”，曾三次将他挤到一边。

## 外部連結
- 塞巴斯蒂安·柯伊在的頁面
- Sebastian Coe's entries on the official blog of the London 2012 Olympic and Paralympic Games （页面存档备份，存于）
- Sebastian Coe Profile: Made In Sheffield
- Guardian profile of Sebastian Coe （页面存档备份，存于）
- Sebastian Coe has revamped London's bid for the 2012 Olympics （页面存档备份，存于）
- Sebastian Coe promises Olympics to remember （页面存档备份，存于）
- Sebastian Coe greatest race: the 2012 Olympics （页面存档备份，存于）
- Why London won the games: The Sebastian Coe factor （页面存档备份，存于）
- Coe Pays Tribute To Lord Stratford （页面存档备份，存于）